# Lijst van burgemeesters van Gapinge
Dit is een lijst van burgemeesters van de voormalige Nederlandse gemeente Gapinge in de provincie Zeeland; Gapinge werd bij wet van 13 juni 1857 bij Vrouwenpolder gevoegd;  mr. F.B. Fock was reeds burgemeester van beide gemeenten en bleef aan als burgemeester van de vergrote gemeente Vrouwenpolder.
| Ambtsperiode                  | Naam burgemeester                   | Leven                                                        | Partij of stroming | Bijzonderheden |
| ----------------------------- | ----------------------------------- | ------------------------------------------------------------ | ------------------ | --- |
| ≤ 1840 – 1847                 | Adriaan Dingemanse                  | Vrouwenpolder 1779 – Gapinge 30 september 1847               |                    | overleed als burgemeester |
| mei 1848 – april/mei 1853     | Adriaan Zegers                      | 1780/1781 – 14 februari 1856                                 |                    | |
| april/mei 1853 – oktober 1855 | mr. Johannes Hermanus de Stoppelaar | Middelburg 29 november 1826 – 's-Gravenhage 31 december 1908 |                    | tevens burgemeester van Veere en Vrouwenpolder |
| december 1855 –1857           | mr. Franciscus Bonifacius Fock      | Vlissingen 9 september 1807 – Sint-Laurens 27 april 1875     |                    | tevens burgemeester van Veere en Vrouwenpolder; in 1863 werden zijn naam en die van zijn broer en diens kinderen gewijzigd in von Brucken Fock; hij is oom van Gerard von Brucken Fock |